# Tropidomarga biangulata
Tropidomarga biangulata là một loài ốc biển thuộc họ Turbinidae.

## Mô tả
Loài này có thể phát triển kích thước vỏ đạt đến 15 mm.

## Phân bổ
Chúng thường xuất hiện ngoài khơi Quần đảo Nam Georgia.